# نوک‌بزرگ سبزوزرد
نوک‌بزرگ سبزوزرد (نام علمی: Caryothraustes canadensis) گونه‌ای از نوک‌بزرگ‌ها از تیرهٔ کاردینالان (Cardinalidae) است.

## پراکندگی و زیستگاه
در برزیل، کلمبیا، گویان فرانسه، گویان، پاناما، سورینام و ونزوئلا یافت می‌شود. زیستگاه‌های طبیعی آن جنگل‌های جلگه‌ای نمناک نیمه‌گرمسیری یا گرمسیری و جنگل‌های پیشین به شدت دگرگون‌شده است.